# Karphi

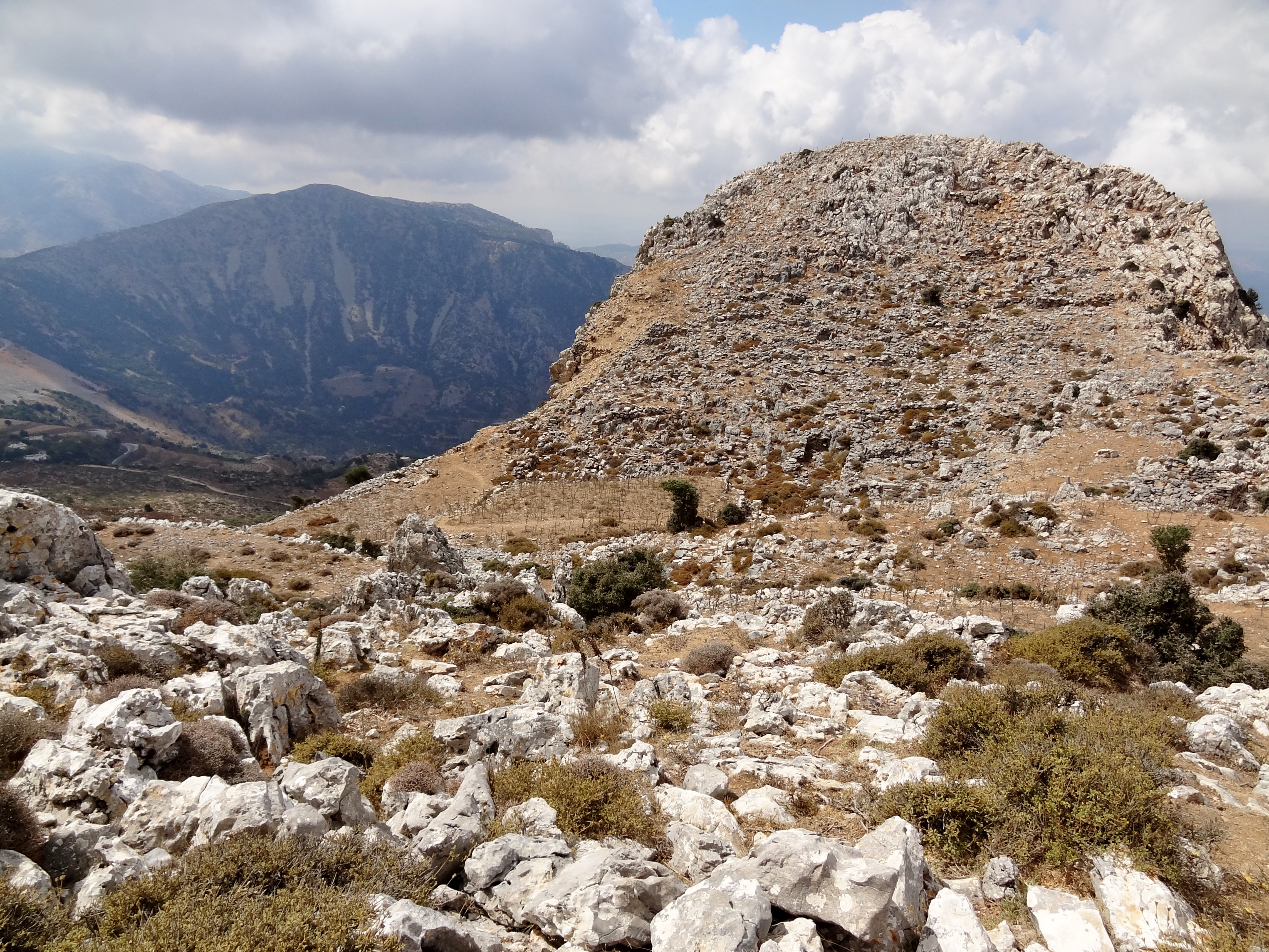
Vue est de Karfi près de l'Ano Kera avec le site archéologique de la colonie de Karphi, Crète, Grèce en 2016

Karphi est un site-refuge datant du Minoen Récent IIIC (Late Minoan IIIC ) (1200-1100 ou 1050 AEC), à 1100 m d'altitude (avec un temps glacial, l'hiver) jusqu'à l'époque sub-minoenne (1100 ou 1050 - 900), période à laquelle le village a été abandonné. Ce site domine le plateau de Lassithi en Crète orientale. 

## Le site et l'histoire

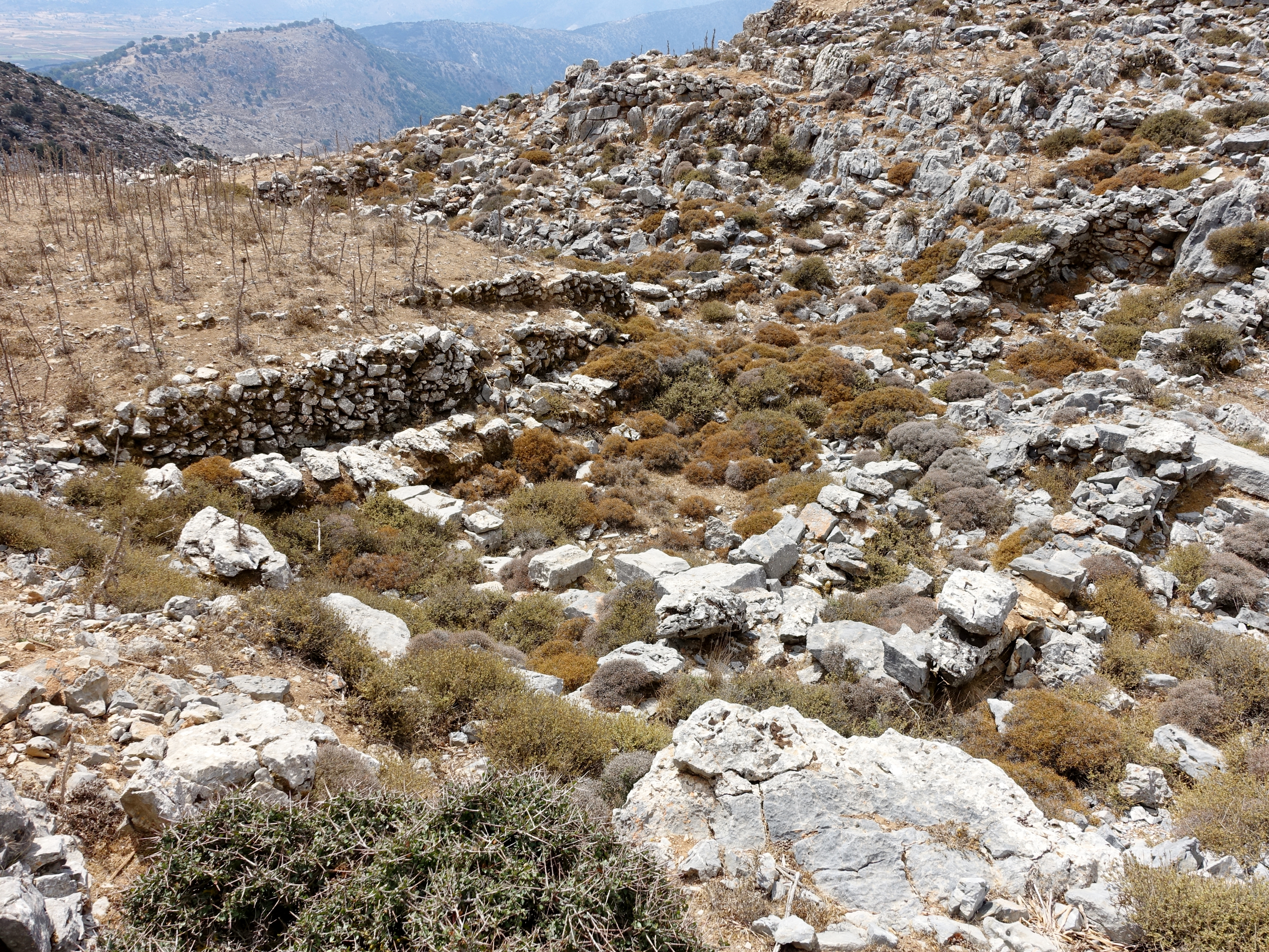
Le site, vue partielle.

Il s'agit, probablement, de fermes à proximité de deux sources et de bâtiments cultuels. Ce site du XIIe siècle a été délaissé peu à peu, au Sub-minoen ou Protogéométrique, au profit de Papoura bien plus bas, vers 900 m d'altitude, sur des collines non loin du grand poljé au nord du plateau du Lassíthi. 
Il y avait probablement un lieu de culte d'altitude datant de l'époque minoenne moyenne. 
Le village a pu compter jusqu'à 3500 habitants, des éleveurs et chasseurs, mais qui possédaient aussi des oliviers, par contre à une altitude bien moins élevée. Le village était constitué de maisons de plain-pied avec des rues pavées et des cours. Deux cimetières étaient situés non loin du village près des deux sources d'où l'eau était disponible. Des restes de dix-sept petites tombes à tholos ont été trouvées autour de la source Vitzelovrysis et quatre près de la source Astividero. Plusieurs lieux ont été identifiés comme cultuels. Ceux-ci possédaient des déesses aux bras levés en terre-cuite, des lieux d'offrandes, des salles qui contenaient plutôt des figurines et d'autres des récipients à libation. Il semblerait que différents rituels aient été pratiqués dans différentes parties du village en utilisant un certain type de matériel de culte plutôt qu'un autre. Ces rituels peuvent avoir été pratiqués à différents moments de l'année et ils différaient également de ce qui a été observé sur d'autres sites du MR IIIC.